# Công nghiệp quốc phòng
Công nghiệp Quốc phòng là bộ phận của kinh tế quân sự, có chức năng sản xuất, sửa chữa vũ khí, trang bị và sản xuất các vật tư, trang bị hậu cần cần thiết cho lực lượng vũ trang. Công nghiệp Quốc phòng gồm các nhà máy, xí nghiệp quốc phòng và các cơ sở nghiên cứu khoa học công nghệ. Sự phát triển công nghiệp Quốc phòng phụ thuộc vào chế độ chính trị, tình hình kinh tế, xã hội, sự phát triển khoa học công nghệ của mỗi nước. Công nghiệp Quốc phòng còn sản xuất sản phẩm dân dụng.
Xét trong phạm vi nền kinh tế quốc dân, công nghiệp Quốc phòng là một bộ phận quan trọng của nền kinh tế. Xét trên phạm vi ngành, công nghiệp Quốc phòng là một bộ phận của công nghiệp quốc gia. Công nghiệp Quốc phòng là ngành công nghiệp thiết yếu không chỉ với quốc phòng, an ninh, mà có mối quan hệ hữu cơ, tác động không nhỏ đối với phát triển khoa học và công nghệ cũng như nền kinh tế. Do chiếm giữ vị trí quan trọng trong nền kinh tế quốc dân mà nhiều nước coi công nghiệp Quốc phòng là một ngành ưu tiên đặc biệt, tập trung đầu tư và triển khai chương trình nghiên cứu khoa học và công nghệ mũi nhọn, vừa đáp ứng nhu cầu quốc phòng, an ninh, vừa góp phần phát triển kinh tế, xã hội cả trong thời bình và thời chiến. Sự tham gia của công nghiệp Quốc phòng vào sản xuất và xuất khẩu sản phẩm dân dụng đã góp phần quan trọng thúc đẩy phát triển kinh tế, xã hội.

## Công nghiệp quốc phòng trên thế giới

### Công nghiệp Quốc phòng tại Nga
Nước Nga, sau chiến tranh lạnh, kế thừa thành tựu của Liên Xô, chú trọng đầu tư phát triển công nghiệp Quốc phòng theo mô hình và cơ chế mới. Đến nay, công nghiệp Quốc phòng Nga đã phát triển mạnh, đáp ứng được nhu cầu quốc phòng trong nước và xuất khẩu lượng lớn vũ khí, trang bị hiện đại. Nga được kế thừa tổ hợp công nghiệp Quốc phòng Liên Xô với 6 đặc điểm: 
- Một ngành đặc biệt của nền kinh tế quốc dân
- Các dây chuyền sản xuất có thể linh hoạt chuyển hóa để vừa phục vụ các nhu cầu kinh tế, vừa có khả năng đáp ứng nhanh các nhu cầu quốc phòng trong thời chiến
- Giới quân sự có đặc quyền riêng và là cơ quan duy nhất được xác định, kiểm soát các khâu sản xuất hàng quân sự (từ khi nghiên cứu, thiết kế đến khi hoàn thành sản phẩm vũ khí, trang bị mới)
- Việc kiểm tra, nghiệm thu của Nhà nước đối với các thiết bị quân sự được tiến hành nghiêm ngặt hơn nhiều so với ngành công nghiệp dân dụng, do người đứng đầu giới quân sự và đại diện Bộ Quốc phòng thực hiện
- Bộ phận thiết kế chi phối toàn bộ quá trình sản xuất, nên tài liệu của phòng thiết kế có giá trị pháp lí đối với nhà máy sản xuất
- Khâu kiểm định chất lượng sản phẩm là trách nhiệm của bộ phận chuyên trách kết hợp với đại diện của giới quân sự, được tiến hành trực tiếp tại nhà máy mà không chịu sự chỉ đạo của ban giám đốc, không nhận lương từ nhà máy, mà chịu sự chỉ đạo trực tiếp của Bộ Quốc phòng.

Sau khi Liên Xô tan rã, Nga chuyển sang nền kinh tế thị trường, có sự quản lí của nhà nước, nên cơ chế quản lí nhà nước đối với tổ hợp công nghiệp Quốc phòng cũng có sự thay đổi. Hiện nay, cơ cấu tổ chức của tổ hợp công nghiệp Quốc phòng Nga gồm 4 thành phần chủ yếu: cơ quan lập pháp (Quốc hội, Hội đồng Liên bang và Tổng thống Nga), cơ quan hành pháp (Thủ tướng Chính phủ, Ủy ban các vấn đề về tổ hợp công nghiệp Quốc phòng, Bộ Quốc phòng và một số cơ quan liên quan...), giới công nghiệp (các tập đoàn, công ti, xí nghiệp công nghiệp Quốc phòng), các lực lượng vũ trang. 
Quy mô của tổ hợp công nghiệp Quốc phòng Nga rất đa dạng, bao gồm: vũ khí hạt nhân, công nghiệp hàng không - vũ trụ, công nghiệp hàng không và công nghiệp đóng tàu quân sự, công nghiệp tăng - thiết giáp, sản xuất vũ khí bộ binh và đạn dược, sản xuất vũ khí pháo binh... Trong tổ hợp công nghiệp Quốc phòng Nga hiện nay, sự quản lí của nhà nước giữ vai trò quan trọng hàng đầu. 
Để duy trì vai trò quản lí của nhà nước, Nga tổ chức Cục Vũ khí, Trang bị, có nhiệm vụ xây dựng các chính sách quốc gia về công nghiệp Quốc phòng, bảo đảm thực hiện các chương trình nghiên cứu, phát triển tiềm lực công nghệ, thực hiện các quy định của nhà nước đối với các xí nghiệp công nghiệp Quốc phòng (nghiên cứu, phát triển, sản xuất, sửa chữa lớn và nâng cấp hoặc loại khỏi biên chế: xe thiết giáp, vũ khí pháo binh, các hệ thống tên lửa, hệ thống vũ khí điều khiển chính xác cao, đạn dược, vũ khí cỡ nhỏ và các trang thiết bị quân sự khác). 
Đến năm 2014, với khoảng 1.200 xí nghiệp và tổ chức công nghiệp Quốc phòng bố trí ở 70 khu vực trên toàn quốc, tổ hợp công nghiệp Quốc phòng Nga chiếm ưu thế lớn trong tổng số sản phẩm công nghệ cao của quốc gia (chiếm 100% sản phẩm công nghệ cao thuộc các lĩnh vực công nghệ: hàng không, vũ trụ, quang học, điện tử, vật liệu nổ công nghiệp; chiếm 90% trong lĩnh vực đóng tàu, thiết bị điện tử; chiếm 70% trong lĩnh vực thông tin liên lạc). 
Nga đang nghiên cứu, thiết kế, chế tạo và sản xuất công nghiệp Quốc phòng thuộc diện “độc nhất vô nhị” trên thế giới, thông qua việc cho ra đời các loại vũ khí, trang bị có tính năng chiến - kĩ thuật rất độc đáo không thể sao chép hay bắt chước hoàn toàn, điển hình là các loại máy bay chiến đấu có khả năng cơ động cao, như Su-27, Su-30, Su-35; tên lửa phòng không S-300, S-400, S-500; tên lửa đạn đạo chiến dịch, chiến thuật “Iskander”; tên lửa đường đạn vượt đại châu tầm bắn 12.000 km đặt trên xe quân sự cơ động... 
Các cơ sở công nghiệp Quốc phòng Nga vẫn chiếm vị trí hàng đầu trong số các quốc gia xuất khẩu vũ khí, trang bị ra thị trường quốc tế: Liên hợp công nghiệp hàng không Almaz-Antey chuyên sản xuất, chế tạo các loại tên lửa phòng không; Liên hợp xí nghiệp công nghiệp liên bang Uralvagonzavod nổi tiếng về sản xuất xe tăng T-72S và T-90S; Tổng công ti công nghiệp Oboronprom chuyên sản xuất máy bay trực thăng và phương tiện phòng, chống tên lửa; Công ti Irkut chế tạo thủy phi cơ Be-200; Công ti Sukhoi sản xuất các loại máy bay chiến đấu (tiêm kích, cường kích và tàng hình); Tổng công ti nhà nước Sevmash nghiên cứu, chế tạo và đóng tàu ngầm hạt nhân nguyên tử...

### Công nghiệp Quốc phòng tại Mỹ
Thời kì đầu (1787-1941), công nghiệp Quốc phòng bao gồm chủ yếu là các công ti vũ khí và xưởng đóng tàu do nhà nước sở hữu. Khi Chiến tranh thế giới thứ nhất xảy ra, một số công ti tư nhân đã tham gia vào sản xuất một số mặt hàng quân sự; đầu thế kỷ 20, chi tiêu quốc phòng chỉ khoảng 1% GDP, tăng lên 3% vào những năm 30 của thế kỷ 20. 
Thời kì Chiến tranh thế giới thứ hai, để phục vụ cho chiến tranh, năm 1942 Tổng thống Rudơven (Franklin Delano Roosevelt) thành lập Ủy ban sản xuất cho chiến tranh, đã thu nạp các công ti công nghiệp lớn, nhất là ngành công nghiệp xe hơi; ngân sách quốc phòng tăng lên 40% GDP. Ngành công nghiệp Quốc phòng trở thành ngành công nghiệp lớn nhất nước Mĩ, vượt qua tất cả các nước trên thế giới về quy mô, năng lực và sức mạnh quốc phòng. 
Thời kì sau Chiến tranh thế giới thứ hai, Mĩ tiếp tục phát triển ngành công nghiệp Quốc phòng; các tập đoàn công nghiệp lớn như Boeing, General Motors tiếp tục duy trì các phân nhánh quốc phòng, đồng thời chuyển giao công nghệ linh hoạt để vừa sản xuất hàng quốc phòng và hàng dân sự, góp phần thúc đẩy tăng trưởng nền kinh tế. Được nhà nước hỗ trợ tài chính, các công ti lớn AT&T, General Electric, IBM... đã sáng chế ra nhiều công nghệ mới, như máy bay không người lái, thiết bị nhìn đêm, các sản phẩm công nghệ cao như định vị toàn cầu (GPS), Internet và một số sản phẩm được đưa vào phục vụ đời sống dân sự. 
Ngày nay, sự tư nhân hóa cao độ ở mọi mặt trong đời sống kinh tế, xã hội, nhà nước chỉ đóng vai trò là trọng tài, vũ khí, trang bị quân sự trở thành loại hàng hóa công đặc biệt, khách hàng lớn nhất là nhà nước Mĩ. Trong cuộc chiến tranh Côxôvô cuối thế kỷ 20, nhà nước Mĩ đã đặt hàng nền công nghiệp Quốc phòng hàng tỉ đô la để mua khí tài quân sự phục vụ cho cuộc chiến. Trong xu thế toàn cầu hóa ngành công nghiệp Quốc phòng, các mặt hàng quân sự trước đây thuộc độc quyền sản xuất của các công ti Mĩ, thì sang thế kỷ 21 đã được nhiều quốc gia sản xuất, như dự án phát triển máy bay tiêm kích F-35, là sản phẩm được 9 quốc gia xây dựng, cấp vốn và thử nghiệm (gồm Úc, Canada, Đan Mạch, Italia, Hà Lan, Na Uy, Thổ Nhĩ Kỳ, Anh và Mĩ).

### Công nghiệp Quốc phòng tại Trung Quốc
Thời kì những năm 50, 60 của thế kỷ 20, ngành công nghiệp Quốc phòng vốn được sự giúp đỡ, trang bị của Liên Xô nên ngay sau thời kì giải phóng, hàng loạt các cơ sở công nghiệp Quốc phòng đã được xây dựng ở vùng Đông Bắc Trung Quốc (Hắc Long Giang, Liêu Ninh, Cát Lâm). Những vũ khí, trang bị nổi tiếng thời kì đầu của Trung Quốc như ô tô quân sự Hồng Hà, xe tăng kiểu 59, máy bay tiêm kích J-5, J-6, tên lửa phòng không Hồng Kì-2, đều mang dấu ấn rõ nét của Liên Xô. 
Sau một thời gian dài bị đình trệ về công nghệ, kĩ thuật và bị thu nhỏ về quy mô, nền công nghiệp Quốc phòng Trung Quốc đã trải qua quá trình cơ cấu lại một cách sâu rộng, trở nên tinh gọn, có khả năng đáp ứng hiệu quả hơn và tốt hơn các yêu cầu về công nghệ cao của Quân giải phóng nhân dân Trung Quốc (PLA). Năm 1982, Ủy ban Khoa học, Công nghệ và Công nghiệp quốc phòng Trung Quốc là một cơ quan ngang bộ bao gồm Ủy ban Khoa học và Công nghệ quốc phòng, Sở Công nghiệp Quốc phòng nhà nước và Ủy ban Khoa học, Công nghệ và Trang bị thuộc Quân ủy Trung ương, có nhiệm vụ hoạch định chính sách cho mua sắm quốc phòng và có vai trò như một cơ quan chịu trách nhiệm về việc nghiên cứu và phát triển khoa học, công nghệ cho lĩnh vực quân sự. 
Năm 1998, có sự tổ chức lại của ngành công nghiệp Quốc phòng Trung Quốc, tiêu điểm chính của việc tổ chức lại là chia tách khối đặt hàng và khối cung ứng ra làm 2 phần tách biệt, bộ phận cung ứng vẫn lấy tên COSTIND. 
Tháng 3.2008, COSTIND được hợp nhất vào “siêu bộ” có tên Bộ Công nghiệp và Công nghệ thông tin và vẫn giữ vai trò quản lí nhà nước về khoa học, công nghệ và công nghiệp Quốc phòng. COSTIND được đổi tên thành SASTIND (Cục Quản lí khoa học, Công nghệ và Công nghiệp quốc phòng, States Administration for Science, Technology and Industry for National Defence). Các tổ chức dưới sự quản lí của COSTIND (nay là SASTIND) gồm 5 trường đại học, 2 viện nghiên cứu và 10 tập đoàn kinh tế (Tập đoàn Công nghiệp Hàng không số 1, Tập đoàn Công nghiệp Hàng không số 2, Tập đoàn Công nghiệp Hoa Bắc, Tập đoàn Công nghiệp Hoa Nam, Tập đoàn Công nghiệp đóng tàu Trung Quốc, Tập đoàn Đóng tàu nhà nước Trung Quốc, Tập đoàn Khoa học và Công nghệ Hàng không vũ trụ Trung Quốc, Tập đoàn Điện máy Hàng không vũ trụ Trung Quốc, Tập đoàn Hạt nhân quốc gia Trung Quốc, Tập đoàn Kĩ thuật và Xây dựng Hạt nhân Trung Quốc).
Đến năm 2014, Trung Quốc sản xuất được hầu hết các loại vũ khí, trang bị kĩ thuật hiện đại vừa đáp ứng cho nhu cầu của Quân giải phóng nhân dân Trung Quốc vừa cho xuất khẩu. Tập đoàn Công nghiệp Hoa Bắc (NORINCO) sản xuất hầu như toàn bộ các sản phẩm quân sự cho lục quân Trung Quốc, gồm: các loại xe tăng chiến đấu chủ lực, các loại xe bọc thép chở quân, các hệ thống pháo tự hành, các loại pháo lựu 155 mm, các hệ thống hỏa tiễn phóng loạt, hệ thống tên lửa chống tăng, cối, hệ thống phòng không, các loại vũ khí nhỏ và đạn, các hệ thống điều khiển bắn, các phương tiện công binh…

### Công nghiệp Quốc phòng tại Hàn Quốc
Ngành công nghiệp Quốc phòng Hàn Quốc, trước những năm 70 của thế kỷ 20, chủ yếu nhập khẩu vũ khí, trang bị; sản xuất phụ tùng, linh kiện theo giấy phép của nước ngoài (chủ yếu là của Mĩ). Từ năm 1971, Hàn Quốc thành lập Cục Trang bị quốc phòng (PDA, thuộc BQP). Từ đó, PDA đã góp phần vào việc củng cố và hiện đại hóa các trang bị quân sự của Hàn Quốc. Đến những năm 90 của thế kỷ 20, ngành công nghiệp Quốc phòng Hàn Quốc đã cung cấp được 70% các loại vũ khí, bao gồm các loại đạn, các loại thiết bị thông tin, các loại xe quân sự, các loại quân phục… cho Quân đội Hàn Quốc. 
Các công ti quốc phòng của Hàn Quốc thành lập một tổ chức dân sự phi lợi nhuận, với tên gọi Hiệp hội Công nghiệp quốc phòng Hàn Quốc, hoạt động vì mục đích thúc đẩy sự phát triển của ngành công nghiệp Quốc phòng Hàn Quốc. Các hoạt động chính của Hiệp hội Công nghiệp quốc phòng Hàn Quốc: xây dựng những chính sách để phát triển công nghiệp Quốc phòng; thực thi các chính sách về công nghiệp Quốc phòng đã được chính phủ ban hành; xúc tiến thương mại quốc tế cho ngành công nghiệp Quốc phòng; khảo sát và nghiên cứu trong lĩnh vực thương mại của ngành công nghiệp Quốc phòng; bảo lãnh về tài chính cho các hoạt động nghiên cứu, phát triển và các hợp tác mua bán; xuất bản những tạp chí, ấn phẩm về quốc phòng, khoa học và công nghệ. 
Các sản phẩm vũ khí của Hàn Quốc bắt đầu được sản xuất từ năm 1971, khi Bộ Quốc phòng Hàn Quốc xây dựng một dự án lắp ráp loại súng M-16 của Mĩ. Cũng trong những năm 70 của thế kỷ 20, Hàn Quốc đã kí một số thỏa thuận để sản xuất theo giấy phép một số các loại vũ khí theo thiết kế của Mĩ, bao gồm các loại lựu đạn, cối, mìn và các loại súng không giật. 
Đến năm 1990, các công ti của Hàn Quốc kí một số hợp đồng sản xuất các loại xe tăng, các loại pháo tự hành và pháo xe kéo, 2 loại xe thiết giáp và 2 kiểu trực thăng. Công ti Hyundai đã sản xuất 88 xe tăng (thường được gọi là K-1) tại Changwon. Xe tăng K-1 là kết quả của sự hợp tác nghiên cứu, thiết kế giữa Quân đội Hàn Quốc và Mĩ, pháo có cùng cỡ nòng 105 mm như loại M48A5, tuy nhiên một số thành phần như hệ thống điều khiển bắn, hệ thống truyền động đã được cải tiến. Công ti Hyundai và các nhà thầu phụ Hàn Quốc đã sản xuất hầu hết các hệ thống này, trong khi Công ti Samsung sản xuất loại pháo lựu tự hành M-109, các công ti Deawoo và Asia Morto đã hợp tác để sản xuất các loại xe bánh lốp và các loại xe bọc thép chở quân. 
Trong suốt những năm 70 và 80 của thế kỷ 20, Hàn Quốc đã trở thành nhà sản xuất hàng đầu các loại tàu biển, bao gồm các loại tàu chở dầu cỡ lớn và các giàn khoan dầu. Các nhà đóng tàu chính là Hyundai và Deawoo đã xây dựng được những xưởng rất lớn tại Ulsan và đảo Koje phía nam Pusan vào giữa những năm 80 của thế kỷ 20. 
Trong năm 1990, ngành đóng tàu Hàn Quốc đã tự thiết kế 2 chiếc tàu lớn; hợp tác với các công ti của Mĩ, Italia và Đức thiết kế các loại tàu khác nhau. Các sản phẩm của nền công nghiệp Quốc phòng Hàn Quốc được chia theo các lĩnh vực: vũ khí nhỏ và pháo binh, đạn và thuốc nổ, xe quân sự, điện tử truyền thông, máy bay, tàu hải quân. 
Hiện nay, ngành công nghiệp Quốc phòng Hàn Quốc có khả năng sản xuất nhiều hệ thống vũ khí thông thường và sản xuất những hệ thống vũ khí hiện đại để tự trang bị và xuất khẩu. Những mũi nhọn của ngành công nghiệp Quốc phòng Hàn Quốc tập trung vào nghiên cứu, chế tạo: các ngành công nghiệp vi điện tử, hàng không vũ trụ, công nghiệp hóa dầu, đóng tàu, chế tạo máy, sản xuất xe tăng, xe thiết giáp, đóng tàu sân bay... Những năm gần đây, Hàn Quốc đầu tư cho quốc phòng rất lớn, mỗi năm chi khoảng 2,6% GDP cho ngân sách quốc phòng để phát triển khoa học quân sự, huấn luyện, vũ khí, trang bị.

### Công nghiệp Quốc phòng tại Ấn Độ
Ngành công nghiệp Quốc phòng Ấn Độ hiện nay đã có 39 nhà máy, xí nghiệp sản xuất vũ khí và 8 công ti thuộc sở hữu nhà nước, sản xuất hàng quốc phòng cung cấp trang bị và dự trữ quốc phòng. Ngoài ra, có thể huy động năng lực của khu vực dân sự cho mục tiêu đó. Tất cả 39 nhà máy sản xuất vũ khí của Ấn Độ được chia thành 5 nhóm theo chủng loại sản phẩm: đạn và thuốc nổ, súng, xe cơ giới và trang bị, xe tăng - thiết giáp, khí tài. 8 công ti thuộc sở hữu nhà nước sản xuất hàng quốc phòng bao gồm: Công ti Hàng không vũ trụ Hindustan, Công ti Điện tử Bharat, Công ti Xe máy công trình Bharat, Công ti Đóng tàu Mazagon, Công ti Đóng tàu Garden Reach, Công ti Đóng tàu Goa, Công ti Thuốc nổ Bharat, Công ti Mishra Dhatu Nigam. 
Về lĩnh vực nghiên cứu - phát triển, Ấn Độ có Cơ quan Nghiên cứu và Phát triển quốc phòng, gồm 39 nhà máy quốc phòng và 8 công ti nhà nước. Cơ quan này chịu sự giám sát của Ủy ban Quốc phòng của Quốc hội, Tổng kiểm toán nhà nước. DRDO có cơ sở hạ tầng lớn, 34.000 nhân viên, trong đó có 16.000 nhân viên khoa học kĩ thuật. Cơ quan này điều hành một mạng lưới 52 phòng thí nghiệm, 70 viện nghiên cứu, 50 trung tâm khoa học công nghệ quốc gia, 150 cơ sở công nghiệp nhà nước và tư nhân. Các hoạt động nghiên cứu và phát triển của DRDO gồm: lĩnh vực hàng không, pháo binh, tên lửa, các thiết bị đo đạc và điện tử, các loại xe chiến đấu, công trình, hệ thống hải quân, công nghệ quân sự, nghiên cứu chất nổ, nghiên cứu địa hình, ứng dụng tin học tiên tiến, rôbôt...

### Công nghiệp Quốc phòng tại Đức
Trước Chiến tranh thế giới thứ hai, CHLB Đức là một quốc gia hùng mạnh về nhiều phương diện, trong đó có công nghiệp Quốc phòng, song bị tàn phá nặng nề trong chiến tranh. Sau chiến tranh, để khắc phục những khó khăn và thúc đẩy công nghiệp Quốc phòng phát triển, chính quyền Đức đã thực hiện nhiều biện pháp mạnh như: tư nhân hóa nền công nghiệp Quốc phòng; cho phép nước ngoài đầu tư trực tiếp 100% vốn vào lập công ti sản xuất quốc phòng; dành khoảng 20% tổng doanh thu của công nghiệp Quốc phòng cho tái đầu tư, làm kinh phí nghiên cứu, phát triển vũ khí, trang bị quân sự; nhà nước hỗ trợ tăng cường sáp nhập các công ti thành những tập đoàn quốc phòng lớn để có thêm tiềm lực công nghệ, đầu tư vốn có chiều sâu và mở rộng sản xuất. 
Đến năm 2014, nền công nghiệp Quốc phòng Đức đã phát triển ở trình độ cao, có khả năng đáp ứng hầu hết các nhu cầu và xuất khẩu. Tổng giá trị sản xuất hằng năm (những năm đầu thế kỷ 21) của nền công nghiệp Quốc phòng Đức đạt khoảng 28 tỉ Ơrô (trong khi kinh phí mua sắm của QĐ chỉ khoảng 6 tỉ Ơrô, còn lại để xuất khẩu). Một số tập đoàn công nghiệp Quốc phòng tiêu biểu của Đức: Tập đoàn hàng không vũ trụ và quốc phòng châu Âu (EADS), Tập đoàn Krauss-Maffei Wegmann (KMW), Tập đoàn Rheinmetall, Tập đoàn Thyssenkrupp Marine Systems, Tập đoàn MTU Aero Engines. Mỗi tập đoàn tập trung vào chế tạo các loại vũ khí, trang bị quân sự đặc thù như: EADS sản xuất các loại máy bay Airbus dân sự và quân sự, máy bay trực thăng, các thiết bị phục vụ cho chương trình không gian, vệ tinh, các hệ thống quân sự trên đất liền, trên không và trên biển; KMW tập đoàn lưỡng dụng, đa ngành, với những lĩnh vực mũi nhọn: công nghệ nhựa, kĩ thuật ứng dụng và tự động, xử lí bề mặt và vận tải.

### Công nghiệp Quốc phòng tại Nhật Bản
Ngành công nghiệp Quốc phòng Nhật Bản trước 2 cuộc chiến tranh thế giới được đánh giá thuộc loại hàng đầu thế giới, ngang hàng với Mĩ với việc chế tạo được các loại máy bay chiến đấu hiện đại như Aichi-D3A, A6M Reisen (Zero), Ki-45; thiết giáp hạm hàng đầu thế giới Yamoto... Sau đó, Nhật Bản tập trung vào phát triển kinh tế, tái thiết đất nước. Do đó, công nghiệp Quốc phòng gần như bị đóng cửa hoàn toàn hoặc chuyển sang sản xuất các mặt hàng dân sự và chỉ được hồi sinh vào năm 1952 khi một số công ti trong nước thực hiện các công tác sửa chữa và duy trì trang thiết bị quân sự cho Quân đội Mĩ tại châu Á. Công nghiệp Quốc phòng phát triển đầy đủ trở lại từ năm 1954 và trở thành thành phần quan trọng của Lực lượng Phòng vệ Nhật Bản (JSDF). 
Tháng 7 năm 1970, Nhật Bản công bố 5 mục tiêu cho việc xây dựng công nghiệp Quốc phòng: tổ chức nghiên cứu và phát triển, nỗ lực sản xuất vũ khí trong nước, sử dụng các ngành công nghiệp dân sự để sản xuất vũ khí, thiết lập các mục tiêu dài hạn, giới thiệu và cạnh tranh vào lĩnh vực sản xuất quốc phòng. 
Tính đến cuối thập niên 70 của thế kỷ 20, công nghiệp Quốc phòng Nhật Bản đã có đủ khả năng sản xuất hầu hết các trang thiết bị quân sự hiện đại, bao gồm máy bay, xe tăng, pháo, tàu mặt nước và tàu ngầm... ngoại trừ một số trang thiết bị quá phức tạp như máy bay chỉ huy và cảnh báo sớm trên không E-2C Hawkeye được nhập khẩu từ Mĩ. 
Do phải thực hiện chính sách giới hạn về quân đội và không xuất khẩu vũ khí, những vũ khí sản xuất ra chủ yếu để phục vụ nhu cầu của lực lượng phòng vệ, nên quy mô nền công nghiệp Quốc phòng Nhật Bản không lớn, không rầm rộ như các nước Mĩ, Nga, Trung Quốc. Tuy nhiên, Nhật Bản vẫn có những sản phẩm quân sự hiện đại như xe tăng chiến đấu chủ lực kiểu 90, máy bay tiêm kích Mitsubishi F-2, tàu khu trục Aegis lớp Kongo... 
Hiện nay, công nghiệp Quốc phòng Nhật Bản có 12 nhà sản xuất, chiếm 95% đơn hàng quốc phòng trong nước. Trong đó có những tập đoàn chế tạo vũ khí được xem là hàng đầu khu vực cũng như trên thế giới như: Mitsubishi Heavy Industries, Kawasaki Heavy Industries, Mitsubishi Electric Corporation, Ishikawajima-Harima Heavy Industries.

## Công nghiệp Quốc phòng tại Việt Nam

### Giai đoạn 1945-1954
Ngay từ khi mới thành lập nước, Đảng và Chủ tịch Hồ Chí Minh đã có nhiều chủ trương, chính sách để chuẩn bị xây dựng cơ sở, phát triển ngành công nghiệp Quốc phòng, nhằm từng bước nghiên cứu, chế tạo vũ khí, trang bị chuẩn bị kháng chiến lâu dài. Ngày 15.9.1945, Chủ tịch Hồ Chí Minh đã chỉ thị thành lập Phòng Quân giới trực thuộc Bộ Quốc phòng - Cơ quan điều hành cao nhất của ngành Quân giới Việt Nam, với 2 nhiệm vụ: thu thập, mua sắm vũ khí và tổ chức cơ sở sản xuất vũ khí. Ngày 25.3.1946, Chủ tịch Hồ Chí Minh kí sắc lệnh tổ chức lại cơ quan Bộ Quốc phòng, trong đó có Chế tạo Quân giới Cục (tức Phòng Quân giới thành Cục Quân giới), nền móng hình thành và bước đầu phát triển công nghiệp Quốc phòng Việt Nam. Hoạt động của công nghiệp Quốc phòng trong thời kì này có quy mô không lớn, trình độ chưa cao, nhưng mang tính nhân dân sâu rộng, kịp thời đáp ứng những yêu cầu cấp thiết về sửa chữa và cung cấp vũ khí trên chiến trường. Kết quả có nhiều thành công trong nghiên cứu - sản xuất lựu đạn, mìn và bước đầu nghiên cứu, chế tạo súng badôca. 
Giai đoạn đầu của cuộc kháng chiến chống Pháp, các binh công xưởng được thành lập. Trung bình mỗi xưởng có khoảng trên dưới 100 công nhân (một số xưởng có 200-300) với 10-15 (một số xưởng có 20-30) cỗ máy công cụ (tiện, phay, bào, khoan, dập…); máy phát động lực thường là những máy hơi nước nhỏ (máy locomobile loại vừa, tàu lăn đường kiểu Anbarê, động cơ ô tô kiểu Peugeot, Ford, GMC đã cải biên chạy khí than). Do điều kiện chiến tranh và kinh tế còn nghèo, nên việc sản xuất còn rất thủ công, nhà xưởng được làm dã chiến (bằng tre, gỗ; giống nhà dân, đặt trong vườn, dưới rặng tre, rặng dừa, trong đình, chùa...) hoặc mượn nhà dân, tiện triển khai và cơ động khi có chiến sự; công nhân thường ở nhờ nhà dân. Ở đồng bằng Nam Bộ, có nhiều kênh rạch, nhiều xưởng phải đặt trên ghe, thuyền, chỉ những bộ phận rèn đúc để trên bờ, khi địch càn quét thì đưa cả lên thuyền chuyển đi nơi khác. Riêng ở Khu 8, nhà xưởng còn được làm theo kiểu lắp ghép, dễ tháo lắp, cất giấu, sơ tán, di chuyển... 
Cuối năm 1947, công nghiệp Quốc phòng Việt Nam được phát triển với việc ra đời hàng loạt nhà máy, xí nghiệp thuộc quyền quản lí của Cục Quân giới (89 xưởng, 12 công trường) và Ban Vũ khí dân quân, với hơn 24.000 công nhân. Đến năm 1950, công nghiệp Quốc phòng Việt Nam có 150 nhà máy, công xưởng và hàng trăm công trường hoặc tổ vũ khí với số công nhân hơn 25.000 người. Vũ khí, trang bị kĩ thuật được sản xuất tăng lên hằng năm. Chỉ tính từ năm 1946 đến năm 1950, các xưởng quân giới từ Liên khu 4 trở ra đã sản xuất được 1.323 t vũ khí, đạn dược các loại, trong đó có cối các cỡ 60 mm, 120 mm, súng SKZ... Trong thời gian này, các xưởng quân nhu, quân dược cũng được thành lập. Đến năm 1949, đã có 21 cơ sở quân dược với hơn 1.200 công nhân và 20 cơ sở quân nhu với gần 1.700 công nhân. Nhịp độ sản xuất vũ khí, đạn dược phát triển rất mạnh. Tính theo khối lượng tấn và lấy chỉ số năm 1946 là 100, thì nhịp độ sản xuất vũ khí đạn dược ở Liên khu 4 trở ra tăng hằng năm như sau: năm 1946 là 10, năm 1947 là 707, năm 1948 là 1.044 và năm 1949 là 3.544.

### Trong kháng chiến chống Mỹ
Trong kháng chiến chống Mỹ, cơ cấu tổ chức, quy mô sản xuất và các sản phẩm của một nền công nghiệp Quốc phòng Việt Nam phát triển tương đối nhanh. Cùng với việc đẩy mạnh sản xuất các loại vũ khí cơ bản (súng và đạn cho bộ binh, mìn, lựu đạn...), các cơ sở nghiên cứu và nhà máy quân giới đã bám sát thực tiễn chiến đấu trên các chiến trường, tích cực nghiên cứu, cải biên, cải tiến và chế tạo được nhiều loại vũ khí có công lực, nâng cao hiệu quả sử dụng một số loại vũ khí hiện đại do các nước bạn sản xuất; đồng thời, tích cực nghiên cứu biện pháp chống phá, làm giảm hiệu lực một số loại vũ khí hiện đại của địch, đặc biệt là trong lĩnh vực chiến tranh điện tử...

### Giai đoạn 1975 đến nay
Sau năm 1975 đến nay, công nghiệp Quốc phòng Việt Nam đạt được những kết quả quan trọng, giải quyết được nhiều vấn đề có tính cấp bách trước mắt cũng như lâu dài. Từ việc phải dựa vào nguồn cung cấp vũ khí, trang bị kĩ thuật của nước ngoài thông qua cơ chế viện trợ QS là chủ yếu, đến khi bước vào thời kì hội nhập, nội lực kinh tế đất nước đã phát triển, đủ sức tự bảo đảm cho các nhu cầu của lực lượng vũ trang, thông qua cơ chế mua bán quốc tế hoặc đầu tư cho công nghiệp Quốc phòng nghiên cứu, sản xuất. Đây là sự thay đổi cơ bản trong mối quan hệ giữa Việt Nam với các đối tác trên thị trường quốc tế về mua bán vũ khí và chuyển giao công nghệ quân sự. 
Đồng thời, Việt Nam cũng đã từng bước hội nhập, tham gia kí kết và thực hiện nghiêm túc các điều ước quốc tế liên quan tới kiểm soát vũ khí, trên cơ sở bảo đảm các lợi ích quốc gia và tôn trọng luật pháp quốc tế. Việc mở rộng hợp tác song phương, đa phương, gia nhập các tổ chức quốc tế và khu vực, thiết lập các mối quan hệ đối tác chiến lược, kí kết các thỏa thuận hợp tác liên chính phủ về kinh tế, quốc phòng, KTQS… đã nâng vị thế của đất nước và tạo môi trường quốc tế thuận lợi hơn cho công nghiệp Quốc phòng được tiếp cận và mở rộng mối quan hệ hợp tác, chuyển giao công nghệ, đào tạo nhân lực, mua sắm vật tư kĩ thuật với nhiều đối tác khác nhau trên thế giới. 
Sau khi gia nhập Tổ chức Thương mại thế giới (WTO), Việt Nam đã có những doanh nghiệp đạt được tốc độ tăng trưởng cao trong sản xuất, kinh doanh, với doanh thu xuất khẩu hàng kinh tế đạt vài chục triệu đô la/năm. Thành công của các dự án hợp tác quốc tế trong lĩnh vực công nghiệp Quốc phòng cũng bước đầu góp phần khẳng định Việt Nam là một đối tác tin cậy, tôn trọng các cam kết quốc tế và có trách nhiệm đối với sự nghiệp gìn giữ hòa bình trên thế giới; đồng thời, tạo được một số chuyển biến mới về chất trong năng lực nghiên cứu, thiết kế, chế tạo của ngành công nghiệp Quốc phòng.

## Pháp lệnh Công nghiệp Quốc phòng
Pháp lệnh Công nghiệp quốc phòng do Ủy ban Thường vụ Quốc hội sửa đổi năm 2018 quy định tổ chức hoạt động công nghiệp Quốc phòng có 2 loại hình: cơ sở công nghiệp Quốc phòng nòng cốt (do Quân đội trực tiếp quản lí) và cơ sở công nghiệp Quốc phòng động viên (cơ sở công nghiệp ngoài quân đội). Ngoài ra, các tổ chức, cá nhân khác khi có đủ điều kiện theo quy định của Chính phủ thì đều có thể tham gia hoạt động công nghiệp Quốc phòng. 
Đây là cơ chế tổ chức để mở rộng phạm vi hoạt động sản xuất hàng quốc phòng nhằm phát huy sức mạnh tổng hợp của cả nước và của nền kinh tế quốc dân để xây dựng và phát triển nền công nghiệp Quốc phòng phù hợp với thực tế. Cơ sở công nghiệp Quốc phòng nòng cốt có nhiệm vụ nghiên cứu, sản xuất, sửa chữa lớn, cải tiến, hiện đại hóa vũ khí, trang bị kỹ thuật quân sự, vật tư kĩ thuật được Nhà nước đầu tư phục vụ quốc phòng, an ninh, làm nòng cốt xây dựng và phát triểncông nghiệp Quốc phòng, do BQP trực tiếp quản lí. 
Hoạt động của cơ sở công nghiệp Quốc phòng nòng cốt gồm: nghiên cứu, phát triển, sản xuất, bảo dưỡng, sửa chữa lớn, cải tiến, hiện đại hóa vũ khí, trang bị kỹ thuật quân sự, vật tư kĩ thuật và các sản phẩm khác phục vụ quốc phòng theo đặt hàng hoặc giao kế hoạch; hướng dẫn chuyển giao công nghệ, đào tạo, huấn luyện nhân lực, chuẩn bị động viên công nghiệp; chuẩn bị các điều kiện bảo đảm theo yêu cầu sản xuất, sửa chữa vũ khí, trang bị khi đất nước chuyển sang thời chiến; liên doanh, liên kết với các tổ chức kinh tế để sản xuất các sản phẩm phục vụ quốc phòng, an ninh và tham gia phát triển kinh tế, xã hội theo quy định của pháp luật. Lộ trình đổi mới tổ chức, quản lí cơ sở công nghiệp Quốc phòng nòng cốt theo chiến lược phát triển công nghiệp Quốc phòng do Chính phủ quy định. 
Cơ sở công nghiệp Quốc phòng động viên là cơ sở sản xuất công nghiệp được Nhà nước đầu tư xây dựng năng lực sản xuất phục vụ quốc phòng theo quy định của Pháp lệnh Động viên công nghiệp; có nhiệm vụ: trong thời bình thực hiện nhiệm vụ quản lí, bảo quản, sản xuất thử để duy trì năng lực thiết bị dây chuyền, tham gia nghiên cứu, sản xuất, cung ứng sản phẩm, dịch vụ phục vụ quốc phòng, an ninh theo đặt hàng của Bộ Quốc phòng; thực hiện nhiệm vụ động viên công nghiệp theo quy định của Pháp lệnh Động viên công nghiệp.

## Chức năng, nhiệm vụ của Công nghiệp Quốc phòng
Chức năng, nhiệm vụ của công nghiệp Quốc phòng trong giai đoạn hiện nay: nghiên cứu, phát triển, sản xuất, bảo dưỡng, sửa chữa lớn, cải tiến, hiện đại hóa vũ khí, trang bị kỹ thuật quân sự, vật tư kĩ thuật và các sản phẩm phục vụ quốc phòng; tham gia phát triển kinh tế, xã hội, góp phần thực hiện công nghiệp hóa, hiện đại hóa đất nước; bảo đảm nhu cầu sản phẩm quân sự cho sự nghiệp quốc phòng, an ninh cả thời bình và thời chiến, đồng thời làm nòng cốt thực hiện chuẩn bị động viên công nghiệp để mở rộng năng lực sản xuất quân sự khi cần thiết; quản lí kỹ thuật quân sự và đảm nhiệm một số khâu mà các ngành công nghiệp khác không có khả năng làm được, đi sâu vào kỹ thuật quân sự với mức độ chuyên môn hóa cao, nơi thiết kế, chế tạo mẫu, sản xuất thử vũ khí, đạn và các phương tiện chiến tranh đặc thù.

## Trong tương lai
Để hòa nhập vào nền kinh tế và thực hiện kết hợp kinh tế với quốc phòng, quốc phòng với kinh tế, công nghiệp Quốc phòng đã kịp thời chuyển đổi theo hướng phát triển công nghệ lưỡng dụng và tham gia sản xuất sản phẩm dân dụng phục vụ nhu cầu dân sinh, góp phần quan trọng vào phát triển kinh tế, xã hội. Trên thế giới, công nghiệp Quốc phòng luôn được các nước đầu tư phát triển, nhất là các nước có tiềm năng kinh tế và khoa học công nghệ.
Hiện nay, dưới tác động của toàn cầu hóa, môi trường an ninh quốc tế đã và đang có nhiều biến động phức tạp, ảnh hưởng trực tiếp tới an ninh và lợi ích của nhiều nước. Tình hình kinh tế thế giới lâm vào khó khăn làm cho ngân sách quốc phòng và thị trường đầu ra của công nghiệp Quốc phòng các quốc gia bị thu hẹp. Tác động của cách mạnh quân sự mới dựa trên những thành tựu về khoa học công nghệ, nhất là trong lĩnh vực khoa học thông tin đã làm thay đổi cách thức tiến hành chiến tranh và chế tạo vũ khí, trang bị mới, đồng thời thúc đẩy sự cải tổ mạnh mẽ nền công nghiệp Quốc phòng thế giới cũng như trong nước theo xu hướng: mở rộng quy mô thông qua sáp nhập, hợp nhất các tập đoàn, công ti, xí nghiệp công nghiệp Quốc phòng; ưu tiên nghiên cứu, phát triển vũ khí công nghệ cao; điều chỉnh cơ cấu sản phẩm, kết hợp  và dân dụng, ưu tiên phát triển công nghệ lưỡng dụng; thúc đẩy nghiên cứu, hợp tác phát triển khoa học công nghệ quân sự.